# دانغريغا
دانغريغا هي مدينة، في بليز، تقع في مقاطعة ستان كريك، بلغ عدد سكانها 9,096  نسمة وذلك حسب إحصائيات سنة 2010.

## معرض صور

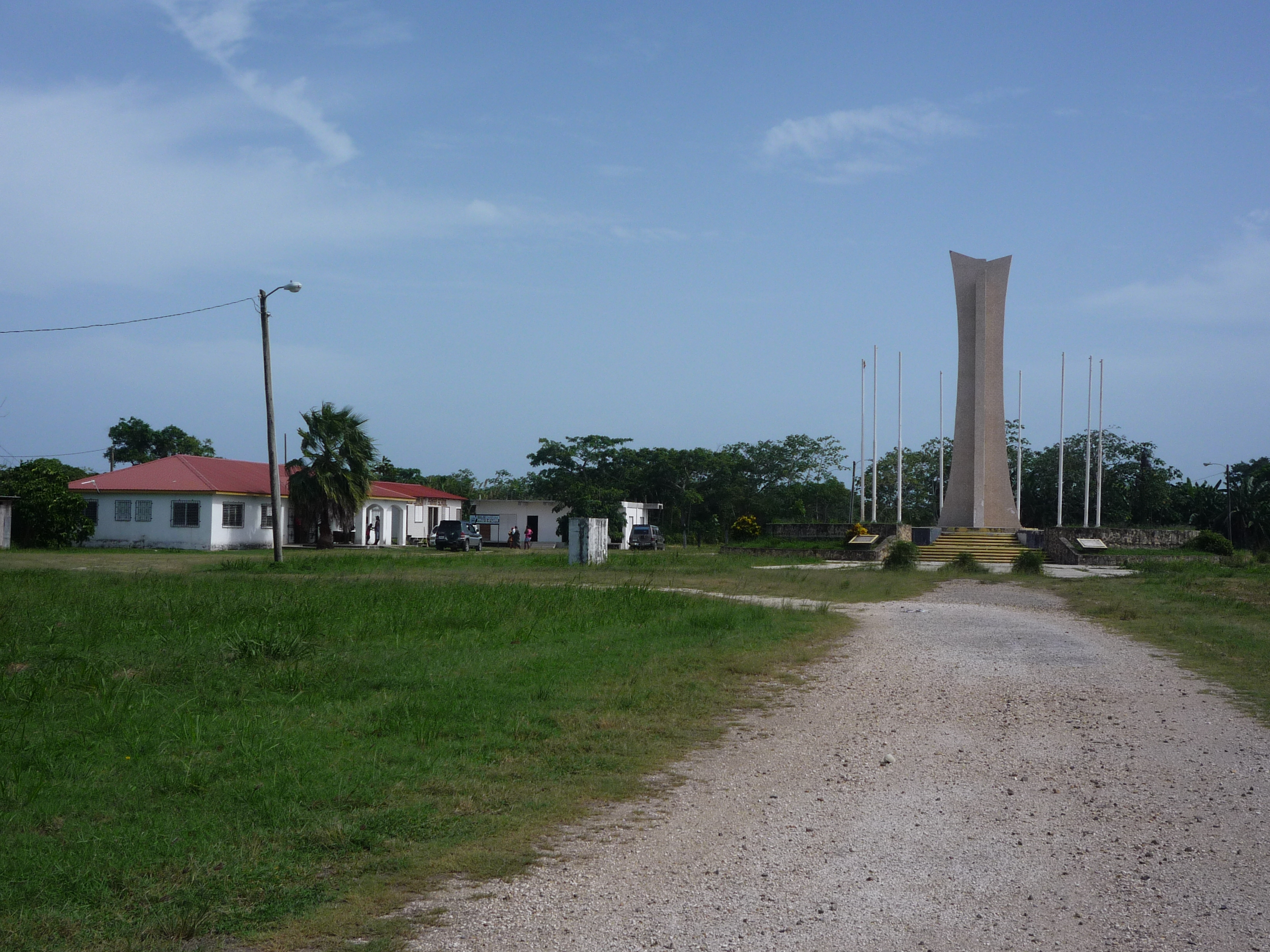
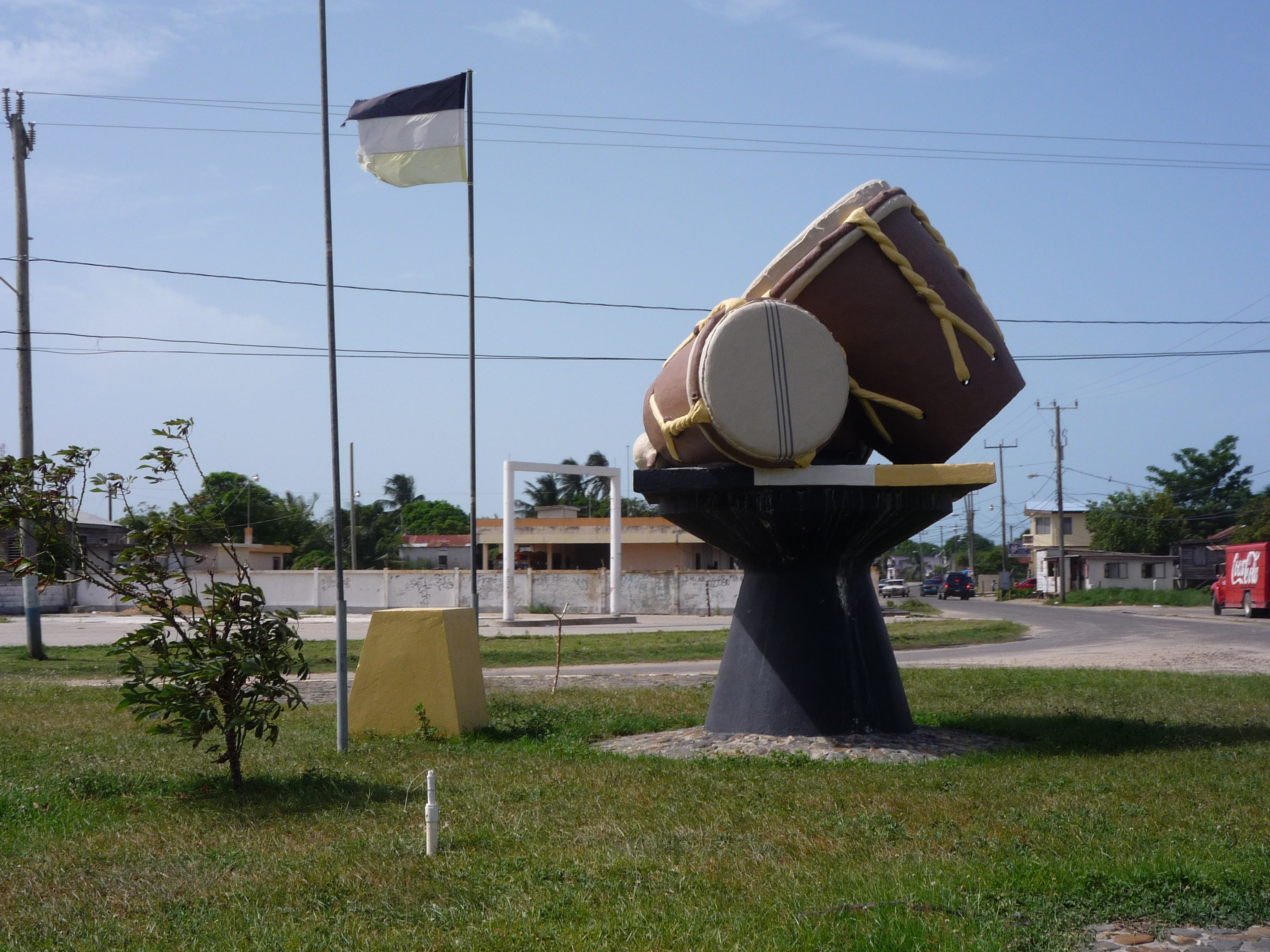
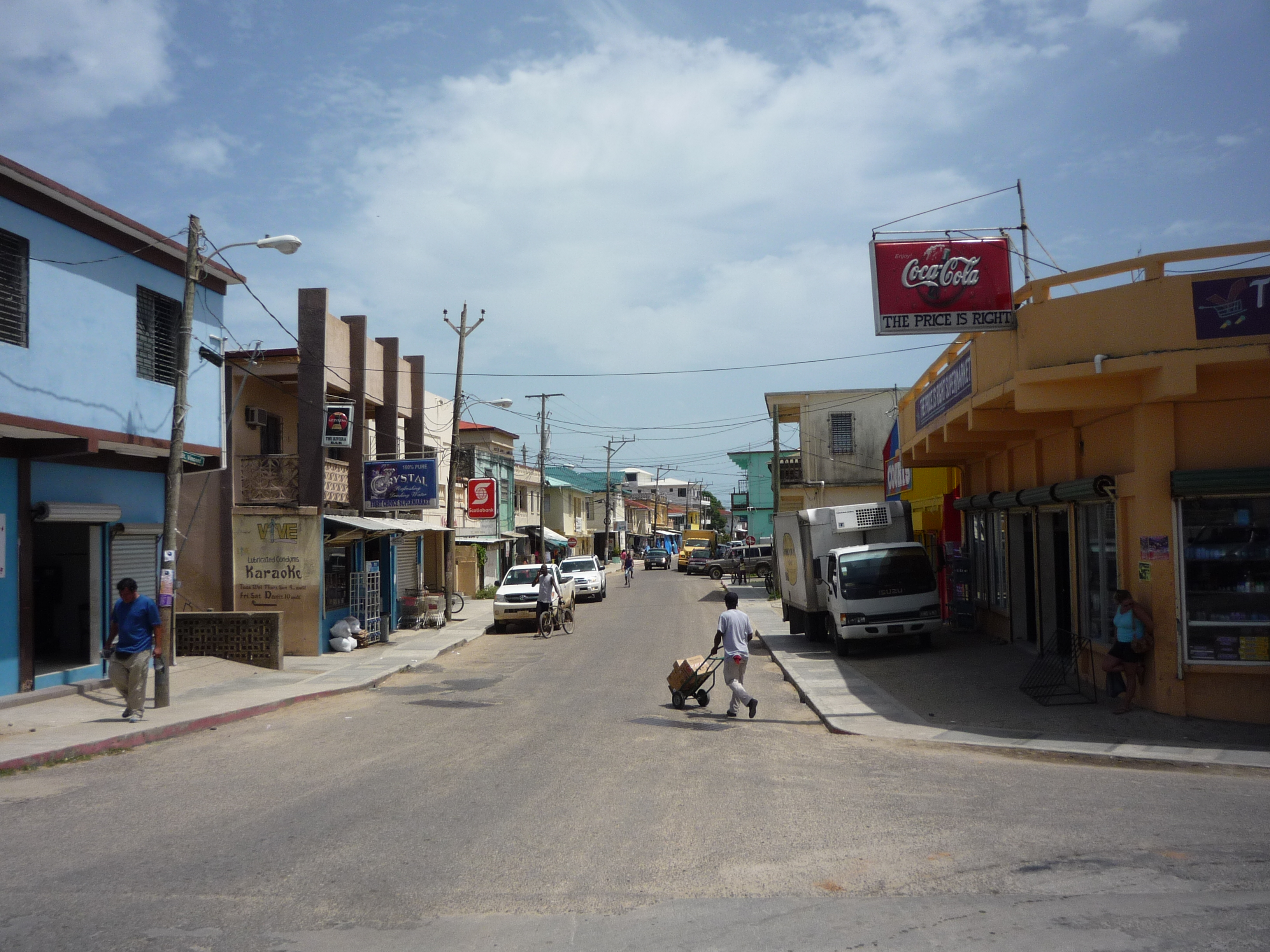